# نایروهی آلاوردیان
نایروهی ایساهاکی آلاوردیان (ارمنی: Նաիրուհի Իսահակի Ալավերդյան؛  زادهٔ ۲۵ ژوئن ۱۹۴۱ - درگذشته ۱۰ نوامبر ۲۰۲۱) خواننده، رقصنده اهل ارمنستان بود.

## زندگی‌نامه
وی در ۲۵ ژوئن ۱۹۴۱ در استپاناکرت به دنیا آمد و از آموزشگاه موسیقی کومیتاس استپاناکرت فارغ‌التحصیل گشت. همچنین برندهٔ جوایزی همچون نشان افتخار مسروپ ماشتوتس مقدس، هنرمند شایسته جمهوری ارمنستان (۲۰۱۶)، مدال طلای وزارت فرهنگ جمهوری ارمنستان، هنرمند شایسته آذربایجان شوروی و هنرمند مردمی آذربایجان شوروی شده است. وی در ۱۰ نوامبر ۲۰۲۱ در سن ۸۰ سالگی در استپاناکرت درگذشت.